# Megerlia granosa
Megerlia granosa är en armfotingsart som beskrevs av Giuseppe Seguenza 1865. Megerlia granosa ingår i släktet Megerlia och familjen Kraussinidae. Inga underarter finns listade i Catalogue of Life.